# Erik Jendrišek
Erik Jendrišek (Trstená, 26 de outubro de 1986) é um ex-futebolista eslovaco que atuava como atacante. Seu último clube foi Družstevník Liptovská Štiavnica da Eslováquia.

## Carreira no clube

### Alemanha
No verão de 2006, Jendrišek foi contratado pelo Hannover 96 por um empréstimo de uma temporada com opção de contrato permanente no final da temporada.
Em 30 de maio de 2007, Jendrišek mudou-se para o 1. FC Kaiserslautern com um contrato de três anos. No entanto, foi temporariamente suspenso pelo então treinador Milan Šašić por falta de disciplina. Em vez de aceitar uma multa e retornar ao time principal, Jendrišek optou por jogar pelo time reserva do clube, onde disputou quatro jogos da quarta divisão durante março e abril de 2008. Mais tarde, ele se desculpou e aceitou a multa.
Em 29 de abril de 2010, Jendrišek mudou-se para o Schalke 04 com um contrato de três anos. Em 19 de janeiro de 2011, ele deixou o clube para ir para o SC Freiburg, também da Bundesliga, por 900 mil euros.

### Spartak Trnava
Em 18 de agosto de 2014, ele assinou com o Spartak Trnava um contrato de um ano.

### Xanthi
Em 26 de junho de 2017, ele assinou um contrato de dois anos com o Xanthi, clube da Super League grega, novamente por transferência gratuita. Em 26 de agosto de 2017, ele marcou seu primeiro gol pelo clube na vitória por 2 a 0 fora de casa contra o Platanias e em 19 de novembro marcou dois gols no 900º jogo de seu clube na Super League, selando uma vitória por 2 a 0 em casa contra o rival Panionios.
Em 13 de janeiro de 2018, Jendrišek marcou dois gols na vitória em casa por 3 a 2 contra o Platanias. Foi a segunda vez que ele marcou dois gols na Super League, após a vitória em casa por 2 a 0 contra o Panionios. Em 15 de abril de 2018, Jendrišek marcou dois gols na vitória em casa por 3 a 0 contra o PAS Giannina. Foi a terceira vez que ele marcou dois gols na Super League, após a vitória em casa por 3 a 2 contra o Platanias. Em 23 de setembro de 2018, ele marcou mais dois gols na vitória em casa por 3 a 0 contra o OFI, a primeira na temporada 2018-19, ajudando seu clube a conquistar sua primeira vitória na temporada. Em 21 de outubro de 2018, ele marcou um gol e uma assistência na vitória fora de casa por 2 a 1 contra o Levadiakos. Uma semana depois, ele marcou uma vitória em casa por 2 a 1 contra o PAS Giannina.
Em 5 de novembro de 2018, ele marcou na vitória fora de casa por 1 a 0 contra o Asteras Tripoli, a quarta consecutiva do clube, após um cruzamento rasteiro de Petar Đuričković.
Em 21 de abril de 2019, ele marcou após cinco meses e ajudou seu time a vencer em casa por 2 a 0 contra o Apollon Smyrni para garantir sua vaga na primeira divisão.

### Vólos
Em 14 de junho de 2019, Jendrišek concordou em se juntar ao recém-promovido Vólos por um contrato de dois anos. Quatro dias depois, a equipe anunciou oficialmente sua aquisição. Em 31 de agosto de 2019, ele marcou seu primeiro gol na vitória em casa por 1 a 0 contra o Aris. Em 9 de novembro de 2019, ele marcou na tão necessária vitória em casa por 3 a 2 contra o Panetolikos.
Em 11 de janeiro de 2020, Jendrišek marcou na derrota em casa por 3 a 1 contra seu antigo clube, o Xanthi. No mesmo ano, em 1º de março, ele marcou na derrota fora de casa por 4 a 1 contra o Panathinaikos.
Em outubro de 2020, Jendrišek sofreu uma lesão na coluna cervical que afetou os nervos e que inicialmente ameaçou sua carreira, causando uma dor insuportável.

### Aposentadoria
Em 26 de janeiro de 2024, Jendrišek anunciou sua aposentadoria do futebol profissional.

## Carreira internacional
Jendrišek foi internacional pela seleção sub-21 da Eslováquia antes de estrear pela seleção principal do país em 11 de outubro de 2008, em uma partida de qualificação para a Copa do Mundo da FIFA de 2010 contra San Marino.
Em 11 de fevereiro de 2009, Jendrišek marcou seu primeiro gol internacional sênior em um amistoso contra Chipre, marcando o segundo gol na derrota da Eslováquia por 3-2. Em 1º de abril, ele marcou seu primeiro gol internacional oficial em nível sênior, marcando o segundo gol decisivo na vitória fora de casa da Eslováquia por 2 a 1 contra a República Tcheca nas eliminatórias para a Copa do Mundo FIFA de 2010.[carece de fontes?]
Nas finais da Copa do Mundo de 2010 na África do Sul, Jendrišek participou de todas as três partidas da Eslováquia na fase de grupos.